# Petr Velička
Petr Velička (ur. 26 lutego 1967 we Frýdku-Místku) – czeski szachista, arcymistrz od 2007 roku.

## Kariera szachowa
W latach 1991 i 1992 startował w finałach indywidualnych mistrzostw Czechosłowacji, a w następnych latach wielokrotnie w finałach indywidualnych mistrzostw Czech, największy sukces odnosząc w 1999 r. w Láznym Bohdancu, gdzie zdobył tytuł wicemistrza kraju oraz zdobył pierwszą normę arcymistrzowską. Od końca lat 80. występował w turniejach międzynarodowych, znaczące rezultaty osiągając m.in. w Brnie (1994, dz. I m.), Ostrawie (1998, dz. I m.wspólnie z m.in. Robertem Cvekiem i Leonidem Wołoszynem), Hamburgu (2000, dz. I m.wspólnie z m.in. Rainerem Buhmannem i Rolandem Berzinszem), Tatranskich Zrubach (2003, II m. za Jirim Stockiem) oraz w Benasque (2003, dz. I m. wspólnie z m.in. Olegiem Korniejewem, Pawłem Jarazem i Antoanetą Stefanową).
W latach 2005 (w Evorze, drużynowe mistrzostwa Portugalii) i 2006 (w Vandœuvre-lès-Nancy, turniej otwarty, I m.) zdobył brakujące dwie normy na tytuł arcymistrza i w 2007 r. Międzynarodowa Federacja Szachowa przyznała mu ten tytuł.
Najwyższy ranking w dotychczasowej karierze osiągnął 1 października 2007 r., z wynikiem 2519 punktów zajmował wówczas 12. miejsce wśród czeskich szachistów.